# Scheurebe
Scheurebe (Sämling 88) je bijela sorta grožđa nastala u Njemačkoj križanjem silvanca i graševine.
Vino je aromatično, s izraženim voćnim aromama posebno kupine. Slađi je i ima manje kiselina od rizlinga. Za proizvodnju kvalitetnog vina grožđe ove sorte mora biti vrlo zrelo. Podložno je bortritisu, i pod utjecajem ove plemenite plijesni se od njega prave desertna vina.

## Vanjske poveznice
- Mali podrum  Arhivirana inačica izvorne stranice od 28. rujna 2007. (Wayback Machine) - Scheurebe; hrvatska vina i proizvođači